# Cantó de Belle-Isle-en-Terre
El cantó de Belle-Isle-en-Terre (bretó Kanton Benac'h) és una divisió administrativa francesa situat al departament de Costes del Nord a la regió de Bretanya.

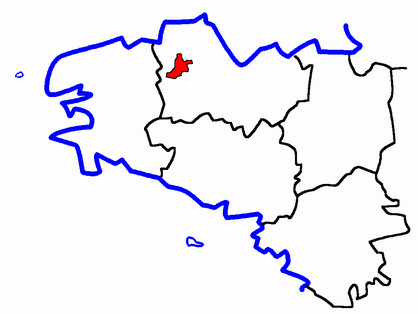
Situació del cantó

## Composició
El cantó aplega 7 comunes :
| Nom bretó       | Nom francès         | Nom gal·ló |
| Benac'h         | Belle-Isle-en-Terre | ---        |
| Ar Chapel-Nevez | La Chapelle-Neuve   | ---        |
| Gurunuhel       | Gurunhuel           | ---        |
| Lokenvel        | Loc-Envel           | ---        |
| Louergad        | Louargat            | ---        |
| Plougonveur     | Plougonver          | ---        |
| Treglañviz      | Tréglamus           | ---        |

## Història
| Data d'elecció                           | Identitat    | Partit | Qualitat |
| ---------------------------------------- | ------------ | ------ | -------- |
| 2001-                                    | Émile Raoult | PS     |          |
| les dades anteriors no són pas conegudes |              |        |          |
|                                          |              |        |          |